# The Used (album)
Pour les articles homonymes, voir Used.
Albums de The Used
In Love and Death
(2004)
Singles
1. A Box Full of Sharp Objects
Sortie : 2002
2. The Taste of Ink
Sortie : 10 mars 2003
3. Buried Myself Alive
Sortie : 2003
4. Blue and Yellow
Sortie : 2003

The Used est le premier album du groupe de rock alternatif américain The Used sorti le 25 juin 2002.

## Liste des chansons
Toute la musique est composée par The Used.
| No  | Titre                                                 | Durée |
| --- | ----------------------------------------------------- | ----- |
| 1.  | Maybe Memories                                        | 2:55  |
| 2.  | The Taste of Ink                                      | 3:28  |
| 3.  | Bulimic                                               | 3:20  |
| 4.  | Say Days Ago                                          | 3:17  |
| 5.  | Poetic Tragedy                                        | 3:44  |
| 6.  | Buried Myself Alive                                   | 4:02  |
| 7.  | A Box Full of Sharp Objects                           | 2:56  |
| 8.  | Blue and Yellow                                       | 3:21  |
| 9.  | Greener with the Scenery                              | 3:37  |
| 10. | Noise and Kisses                                      | 2:49  |
| 11. | On My Own                                             | 2:43  |
| 12. | Pieces Mended (Polly et Choke Me en chansons cachées) | 11:00 |